# Criquiers
Criquiers – miejscowość i gmina we Francji, w regionie Normandia, w departamencie Sekwana Nadmorska.
Według danych na rok 1990 gminę zamieszkiwało 581 osób, a gęstość zaludnienia wynosiła 25 osób/km² (wśród 1421 gmin Górnej Normandii Criquiers plasuje się na 400. miejscu pod względem liczby ludności, natomiast pod względem powierzchni na miejscu 33.).